# 羽叶穗花报春
羽叶穗花报春（学名：Primula pinnatifida）为报春花科报春花属下的一个种。

## 扩展阅读
維基物種上的相關：羽叶穗花报春